# Drvenik Veli
Koordinati:   43°26′56″N, 16°08′50″E
Drvenik Veli je otok v Jadranu, ki leži severozahodno od otoka Šolta.
Površina otoka, na katerem stojita dva svetilnika, je 11,69 km², dolžina obale pa 23,885 km. Drveniški kanal na severu, ga loči od kopnega, Drveniška vrata na zahodu pa od otočka Drvenik Mali. Najvišji vrh Buhalj je visok 178 mnm in leži na vzhodnem delu otoka. Največje naselje je Drvenik Veli, po katerem je otok dobil ime in leži na severozahodu otoka. Otoška obala je zelo členovita s številnimi zalivi, ki se končujejo s peščenimi plažami. Največji zalivi so: Solinska, luka Drvenik, Mala luka in Krknjaš. Otok obkrožuje nakaj manjših otočkov: pred vzhodno obalo ležita Krknjaš Mali in Krknjaš Veli, pred južno obalo pa Orud in Mačaknar.
Mala luka je dvokrak zaliv, v sredini katerega je ribogojnica tun. Sidranje v zalivu je mogoče v obeh krakih. Globina morja je 3 do 5 m. Morsko dno je prekrito s travo. V zahodnem kraku zaliva je majhen pristan z globino morja do 1 m. Zaliv je odprt severozahodnim vetrovom.
Krknjaš je  zaliv s sidrišči na vzhodni strani otoka. Zaliv leži nasproti otočkoma Mali in Veli Krknjaš. Globina morja v zalivu je do 10 m, razen pri pomolčku pod restavracijo, kjer doseže globino 1 m, in v prelivu med otokom in otočkom Mali Krknjaš, kjer je globina morja samo 0,5 m.
Iz pomorske karte je razvidno, da prvi svetilnik, ki stoji na  pomolu v pristanišču, oddaja svetlobni signal: R Bl 3s. Nazivni domet svetilnika je 4 milje. Drugi svetilnik, ki stoji v pristanišču ob valobranu pa oddaja svetlobni signal: R Bl 2s.
Na otoku stalno živi 168 prebivalcev (popis 2001), ki se bavijo s poljedelstvoom, ribolovom, vinogradništvom, pridelavo oljk in turizmom.